# Issam
Issam (arabisch عصام, DMG ʿIṣām) ist ein arabischer männlicher Vorname mit der Bedeutung „Sicherheit, Schutz, Pfand, Bürgschaft“, der häufig in den Maghreb-Staaten auftritt. Eine Variante des Namens ist ’Isam.

## Namensträger
- Issam Aledrissi (* 1984), libanesischer Fußballspieler
- Issam al-Attar (1927–2024), syrischer Muslimbruder
- Issam Chebake (* 1989), marokkanischer Fußballspieler
- Issam Chernoubi (* 1987), marokkanischer Taekwondoin
- Issam John Darwich (* 1945), syrischer Erzbischof
- Issam El-Bashir (* 1956), sudanesischer islamischer Geistlicher
- Issam Fares (* 1937), libanesischer Politiker und Unternehmer
- Issam Jemâa (* 1984), tunesischer Fußballspieler
- Issam Mardassi (* 1981), tunesischer Fußballspieler
- Issam Sharafeddine (* 1954), libanesischer Unternehmer und Politiker
- Issam Tej (* 1979), tunesischer Handballspieler
- Issam Zahreddine (1961–2017), syrischer General